# Лелль, Кристиан
Кристиан Лелль (нем. Christian Lell; 29 августа 1984, Мюнхен) — немецкий футболист, защитник.

## Карьера
Кристиан Лелль начал карьеру в молодёжном клубе «Алеманния», затем перешёл в «Баварию». В сезоне 2001/2002 впервые начал выступать во второй команде «Баварии», сыграв 10 матчей в региональной лиге. Лишь в сезоне 2003—2004 Лелль смог выйти в первой команде «Баварии», сыграв за сезон 4 игры. В 2004 году Лелль на правах аренды за 25 400 евро перешёл в клуб «Кёльн», выступавший во второй бундеслиге. В первый сезон Лель сыграл за команду 16 игр, 7 раз выходя на замену, а ближе к концу сезона главный тренер «Кёльна» Хуб Стевенс отправил его во вторую команду клуба, где он сыграл 8 матчей в региональной лиге. Но уже в следующем сезоне Лелль стал игркоом основы Кёльна.
В сезоне 2006/2007 Лелль вернулся в «Баварию», а зимой продлил контракт с командой до 2009 года. В сезоне 2007/2008, благодаря травме Вилли Саньоля, Лелль смог завоевать твёрдое место в основе «Баварии», а в 27-м туре забил свой первый гол за клуб, поразив ворота «Бохума».
В январе 2010 года мог перейти в «Нюрнберг», однако не согласовал вопросы по поводу своей зарплаты.
В июне 2010 года перешёл в берлинскую «Герту». Контракт был заключён сроком на один сезон с возможностью продления на ещё два.
11 августа 2012 года игрок подписал контракт с испанским клубом «Леванте» сроком на 1 год с возможностью продления ещё на 1 год.

## Сборная
Лелль выступал за молодёжные сборные Германии разных возрастов, начиная с команды 16-летних, в которой он дебютировал в матче с Турцией. В 2003 году Ллель участвовал в молодёжном чемпионате мира U-20.
В 2010 году Кристиан выразил желание выступать за сборную Австрии, однако федерация футбола Австрии отказала ему, так как на момент дебюта в молодёжной сборной Германии у него ещё не было австрийского паспорта.

## Прочее
В ночь с 24 на 25 февраля 2007 года Лелль был арестован полицией из-за скандала, с применением физической силы, со своей подругой, но после допроса был отпущен. 16 ноября 2007 года Лелль вновь был арестован, после того как вновь применил физическое воздействие к подруге, полиция подтвердила увечья девушки, но ход дела был вновь приостановлен.
Сестра Кристиана, Мари-Тереза Лелль, больна муковисцидозом, в 2009 году Лелль основал институт по борьбе с этой болезнью, внеся стартовый капитал 100 тыс. евро.

## Интересные факты
- Жена Лелля, Даниэлла, изменила ему с Михаэлем Баллаком. Об этом рассказал сам Кристиан. Однако точно известно, что на тот момент сам Баллак также был женат[8].
- Летом 2009 года Кристиан пропустил один из тренировочных сборов «Баварии» из-за неправильно сделанного педикюра, получив воспаление тканей большого пальца правой ноги[9].
- После прихода в «Баварию» Луи Ван Гала Кристиан Лелль перестал попадать в заявку команды. Одной из причин стало то, что Ван Гал не знал его позицию на поле.

Оказывается, когда Ван Галь только пришёл в команду, он думал, что я центральный защитник. Он и понятия не имел, что я играю справа! Спустя два или три месяца я ему об этом сказал. Я объяснил, что никогда не играл в центре и готов с удовольствием доказать, что могу неплохо действовать на фланге. После этого он посмотрел на меня вопросительно.

## Статистика
| Бавария (Мюнхен) | 2003-2004 | 4   | 0 | 1  | 0 | 0  | 0 | 5   | 0 |
| Бавария (Мюнхен) | Всего     | 4   | 0 | 1  | 0 | 0  | 0 | 5   | 0 |
| Кёльн            | 2004-2005 | 16  | 1 | 2  | 0 | -  | - | 18  | 1 |
| Кёльн            | 2005-2006 | 26  | 0 | 1  | 0 | -  | - | 27  | 0 |
| Кёльн            | Всего     | 42  | 1 | 3  | 0 | —  | — | 45  | 1 |
| Бавария (Мюнхен) | 2006-2007 | 12  | 0 | 0  | 0 | 4  | 0 | 16  | 0 |
| Бавария (Мюнхен) | 2007-2008 | 29  | 1 | 5  | 0 | 11 | 1 | 44  | 2 |
| Бавария (Мюнхен) | 2008-2009 | 14  | 0 | 1  | 0 | 4  | 1 | 19  | 1 |
| Бавария (Мюнхен) | Всего     | 54  | 1 | 6  | 0 | 19 | 2 | 79  | 3 |
| Всего            |           | 101 | 2 | 10 | 0 | 19 | 2 | 130 | 4 |

## Достижения
- Обладатель кубка немецкой лиги: 2005
- Чемпион Германии: 2008, 2010
- Обладатель кубка Германии: 2008, 2010